# Espectroscopia de ressonância magnética nuclear bidimensional
Espectroscopia de ressonância magnética nuclear bidimensional (RMN 2D) é um conjunto de métodos de espectroscopia de ressonância magnética nuclear (RMN) que fornece dados plotados em um espaço definido por dois eixos de frequência, em vez de um.  Os tipos de RMN 2D incluem espectroscopia de correlação (COSY, sigla oriunda do termo em inglês correlation spectroscopy), espectroscopia J, espectroscopia de troca (EXSY, de exchange spectroscopy) e espectroscopia de efeito nuclear Overhauser (NOESY, de nuclear Overhauser effect spectroscopy). Os espectros de RMN bidimensional fornecem mais informações sobre uma molécula do que os espectros de RMN unidimensional e são especialmente úteis na determinação da estrutura de uma molécula, particularmente para moléculas que são muito complicadas para trabalhar com o uso de RMN unidimensional.
O primeiro experimento bidimensional, o COSY, foi proposto por Jean Jeener, professor da Université Libre de Bruxelles, em 1971. Esse experimento foi posteriormente implementado por Walter P. Aue, Enrico Bartholdi e Richard R. Ernst, que publicaram seu trabalho em 1976.

## Conceitos fundamentais
Cada experimento consiste em uma sequência de pulsos de radiofrequência (RF) com períodos de atraso entre eles. O tempo, frequências e intensidades desses pulsos distinguem diferentes experimentos de RMN um do outro.  Quase todos os experimentos bidimensionais têm quatro estágios: o período de preparação, onde uma coerência de magnetização é criada através de um conjunto de pulsos de RF; o período de evolução, um período de tempo determinado durante o qual nenhum pulso é entregue e as rotações nucleares são permitidas a recuar livremente (girar); o período de mistura, em que a coerência é manipulada por outra série de pulsos para um estado que dará um sinal observável; e o período de detecção, no qual o sinal de decaimento de indução livre da amostra é observado em função do tempo, de maneira idêntica à RMN-FT unidimensional.
As duas dimensões de um experimento de RMN bidimensional são dois eixos de frequência que representam um deslocamento químico. Cada eixo de frequência está associado a uma das duas variáveis de tempo, que são a duração do período de evolução (o  tempo de evolução ) e o tempo decorrido durante o período de detecção (o  tempo de detecção ). Cada um deles é convertido de uma série temporal em uma série de frequências através de uma transformada de Fourier bidimensional. Um único experimento bidimensional é gerado como uma série de experimentos unidimensionais, com um tempo de evolução específico diferente em experimentos sucessivos, com toda a duração do período de detecção registrada em cada experimento.
O resultado final é um gráfico que mostra um valor de intensidade para cada par de variáveis de frequência. As intensidades dos picos no espectro podem ser representadas usando uma terceira dimensão. Mais comumente, a intensidade é indicada usando linhas de contorno ou cores diferentes.